# Herz-Tropien
Die Herz-Tropien beschreiben die verschiedenen mechanischen und elektrophysiologischen Kriterien, die das Herz physiologisch und medikamentös beeinflussen können. Man unterscheidet zwischen der positiven Beeinflussung, meist durch den Sympathikus, sowie die negative Beeinflussung durch den Parasympathikus.

## Begriffserklärung
Die Herz-Tropien setzen sich zusammen aus folgenden Kriterien:
Chronotropie
Die Chronotropie beschreibt die Frequenz des Herzens. Eine positive Beeinflussung spricht für eine Erhöhung der Herzfrequenz, eine negative Beeinflussung für eine Verlangsamung der Herzfrequenz.
Dromotropie
Die Dromotropie beschreibt die Geschwindigkeit der Erregungsleitung. Durch eine positive Beeinflussung erhöht sich die Leitungsgeschwindigkeit der Nervenbahnen.
Inotropie
Die Inotropie beschreibt die Herzkraft. Eine positive Beeinflussung der Inotropie erhöht die Kraft, die das Herz während der Austreibungsphase aufbringen kann.
Bathmotropie
Die Bathmotropie beschreibt die Reizschwelle. Eine Beeinflussung der Bathmotropie verändert die notwendige elektrische Energie, welche eine Depolarisation der Zelle einleitet.
Lusitropie
Die Lusitropie bezeichnet die Erschlaffbarkeit des Herzens.